# NGC 390
NGC 390 este o stea situată în constelația Peștii. A fost descoperită în 19 noiembrie 1884 de către Guillaume Bigourdan.